# مولوسیا
جمهوری مولوسیا (به انگلیسی: Republic of Molossia) یک ریزکشور به‌رسمیت شناخته نشده‌است که توسط کِوین باو (به انگلیسی: Kevin Baugh) در نزدیکی دیتون، نوادا در ۲۶ مه ۱۹۷۷ تأسیس یافته‌است. این ریزکشور مرکب از خانه کوین باو، حیاط پشتی و باغ جلوی خانه وی است. نام مولوس از کلمه مورو که در زبان اسپانیایی به معنی تپه کوچک صخره‌ای است گرفته شده‌است. جمعیت این ریزکشور ۳۲ نفر است و ریاست جمهوری آن بر عهده خود کوین باو است.

## تاریخ

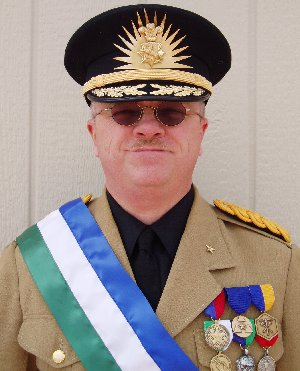
رئیس‌جمهور کوین باو

مولوسیا به عنوان رؤیای نوجوانی کوین باگ آغاز شد. ابتدا در در ۲۶ می ۱۹۷۷ در پورتلند، اورگان جمهوری بزرگ ولدشتاین تأسیس شد. با وجود نام جمهوری سیستم این حکومت پادشاهی بود. از سال ۱۹۷۷ تا ۱۹۹۹ کوین باو به‌عنوان نخست‌وزیر پادشاهی علیای وولدشتاین (به انگلیسی: Grand Republic of Vuldstein) اعلام شد.
این مجموعه نام‌های خود را در این مدت عوض کرده ابتدا به پادشاهی ادلشتاین و بعداً به پادشاهی زاریا تغییر نام داد. نام بعدی این مجموعه جمهوری بزرگ ولدشتاین عنوان پادشاهی مولوسیا ۱۹۹۸ بود سپس در ژوئن ۱۹۹۸، پادشاهی به جمهوری دموکراتیک خلق مولوسیا به ریاست جمهور کوین باگ تبدیل شد. پس از مدتی با انحلال سیستم کمونیستی در ۱۹۹۹ و انحلال حزب کمونیست و با تغییر عنوان از به جمهوری مولوسیا تغییر یافت. این جمهوری به وسیلهٔ رئیس‌جمهور آن کوین باو، با عنوان سرور ناو و خادم ملت اداره می‌شود.

## ایالت و مستعمرات
در اوت ۲۰۰۳ مولوسیا مرزهای خود را برای اولین بار گسترش داد و زمینی را در شمال کالیفرنیا خریداری کرد و اولین مستعمره این کشور بنام فارفالا را ایجاد کرد. این مستعمره در اواخر سال ۲۰۰۵ از تسلط مولوسیا شد، اما تقریباً به‌طور همزمان یک قلمرو جدید به نام استان خانه کویری Desert Homestead Province، واقع در جنوب کالیفرنیا، جایگزین شد. در فوریه ۲۰۱۵، مستعمره فارفالا (Farfalla) پس از به ده سال دوباره بخشی از مولوسیا شد. در سال ۲۰۲۲ مستعمره فارفالا به استان مولوسیا تبدیل شد.

## امورداخلی
این کشور دارای نظام پستی، واحد پول، نیروی دریایی و نیروی هوایی مستقل به خود است. برای ورود به این کشور باید ویزا داشته باشید که توسط رئیس‌جمهور آن صادر می‌شود. رئیس‌جمهور باو اظهار کرده‌است که شهروندان آندورا، لیختن‌اشتاین، سان مارینو، موناکو، سبورگا و هر کشور دیگری به رسمیت شناخته شده به وسیلهٔ مولوسیا از این الزامات مستثنی می‌باشد. وزارتخانه‌ها و کارها معمولاً به عهده دو پسرش و تنها ساکنان مولوسیا است که وظیفه اداره وزارت اطلاعات و جنگ وظیفه اصلی اشان به‌شمار می‌آید مولوسیا البته در طول این مدت زمین‌های بیشتری خریده ورفاه و امکاناتش را بیشتر کرده‌است ولی جمعیت مشکل اصلی است هرچند که سالانه گردشگران زیادی به مولوسیا می‌آیند اما هیچ‌کدام تا به‌حال در آن ساکن نشده‌اند و معلوم است که اداره امور داخلی و دفاع از کشور آن هم فقط با سه نفر کار دشواری است مخصوصاً اینکه مولوسیا درآمد خاص مورد توجهی ندارد.

## اقتصاد
وارلور (به انگلیسی: Valora) واحد پول ریز کشور مولوسیا می‌باشد که طبق قانون اساسی مولوسیا تنها واحد پول رسمی و معتبر در مولوسیا والور می‌باشد.

## نگارخانه

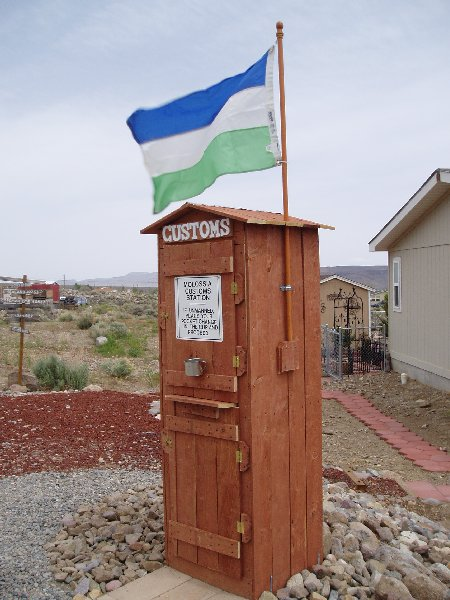
ایستگاه گمرک مولوسیا

## پیوند به‌بیرون
وب‌گاه رسمی مولوسیا